# Сіпарая червона
Сіпарая червона (Aethopyga siparaja) — вид горобцеподібних птахів родини нектаркових (Nectariniidae). Мешкає в Гімалаях, північно-східній Індії М'янмі, південному Китаї, Південно-Східній Азії (крім південного Таїланду) та на Великих Зондських островах. Виділяють низку підвидів. Є національним птахом Сінгапуру.

## Опис
Довжина птаха становить 10–12 см, вага 6–8 г. Виду притаманний статевий диморфізм. Дорослі самці мають темно-синю, райдужну пляму на лобі. Між очима і дзьобом чорна смуга, від дзьоба ідуть чорні з темно-синім, райдужним відтінком смуги, схожі на вуса. Верхня частина тіла, горло, груди, частина покривних пер на крилах яскраво-червоні. Махові пера на крилах сіро-коричневі, з жовтуватим краєм. Живіт світло-оливковий. Рульові пера на хвості чорні, з темно-синіми, райдужними смугами. Верхня частина тіла самиці сіро-оливкова, нижня частина світло-сіро-оливкова, груди жовтуваті.

### Підвиди
Виділяють чотирнадцять підвидів:
- A. s. seheriae (Tickell, 1833) — передгір'я Гімалаїв в північній Індії і на заході Бангладеш;
- A. s. labecula (Horsfield, 1840) — східні Гімалаї, схід Бангладеш, М'янма (за винятком півдня), північний захід Лаосу і В'єтнаму;
- A. s. owstoni Rothschild, 1910 — південно-східний Китай;
- A. s. tonkinensis Hartert, E, 1917 — південний Китай, північно-східний В'єтнам;
- A. s. mangini Delacour & Jabouille, 1924 — південно-східний Таїланд, центральний і південний Індокитай;
- A. s. insularis Delacour & Jabouille, 1928 — острів Фукуок;
- A. s. cara Hume, 1874 — південна М'янма і північний Таїланд;
- A. s. trangensis Meyer de Schauensee, 1946 — південний Таїланд, північ Малайського півострову;
- A. s. siparaja (Raffles, 1822) — південь Малайського півострову, Суматра і Калімантан;
- A. s. nicobarica Hume, 1873 — Нікобарські острови;
- A. s. heliogona Oberholser, 1923 — Ява;
- A. s. natunae Chasen, 1935 — острови Натуна;
- A. s. flavostriata (Wallace, 1865) — північ Сулавесі;
- A. s. beccarii Salvadori, 1875 — південь Сулавесі.

Вогнисті і чорночереві сіпараї вважалися підвидами червоної сіпараї, однак був визнані окремими видами.

## Поширення і екологія
Червоні сіпараї поширені в Індомалайському регіоні. Живуть в тропічних і субтропічних вологих гірських і рівнинних лісах, в заростях бамбука і чагарників, в мангрових заростях і на болотах, в садах і парках.

## Поведінка
Це осілий вид птахів на всьому ареалі. Харчуються нектаром квітів, ловлять невеликих комах і павуків. Гніздо грушоподібної форми, робиться з моху, сухої трави і павутиння, підвішується на гілках в заростях чагарників. В кладці 2-3 яйця кремового кольору з темно-червоними плямками. Інкубація триває 18 днів.

## Галерея

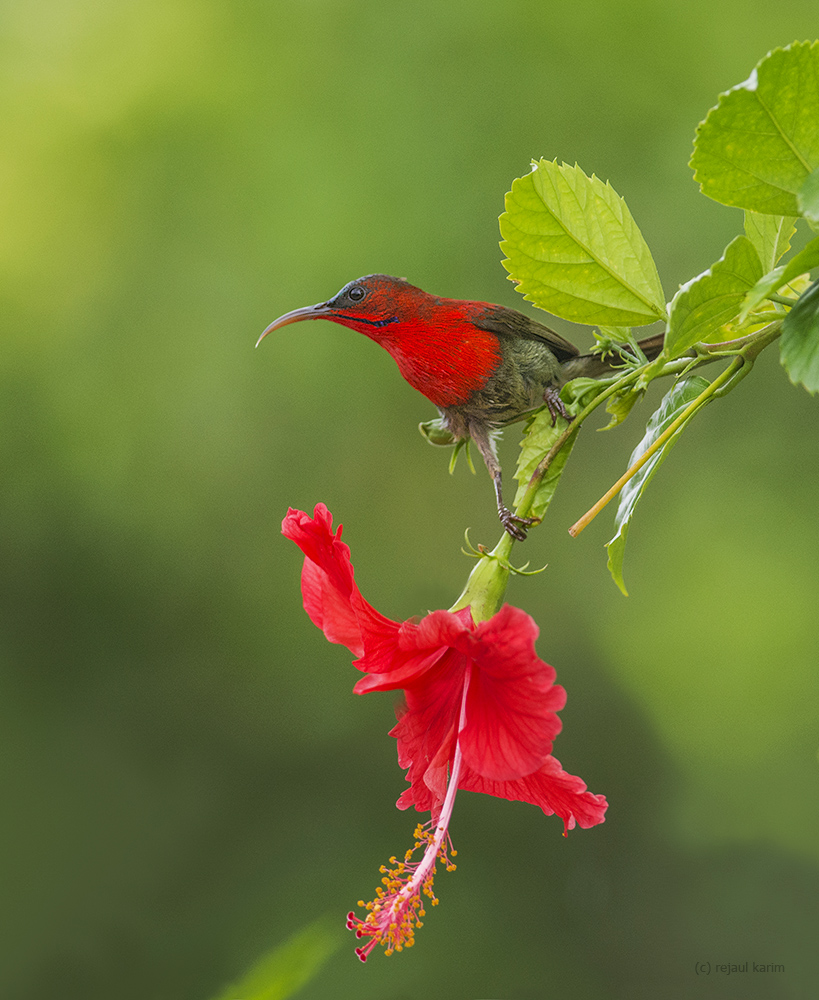
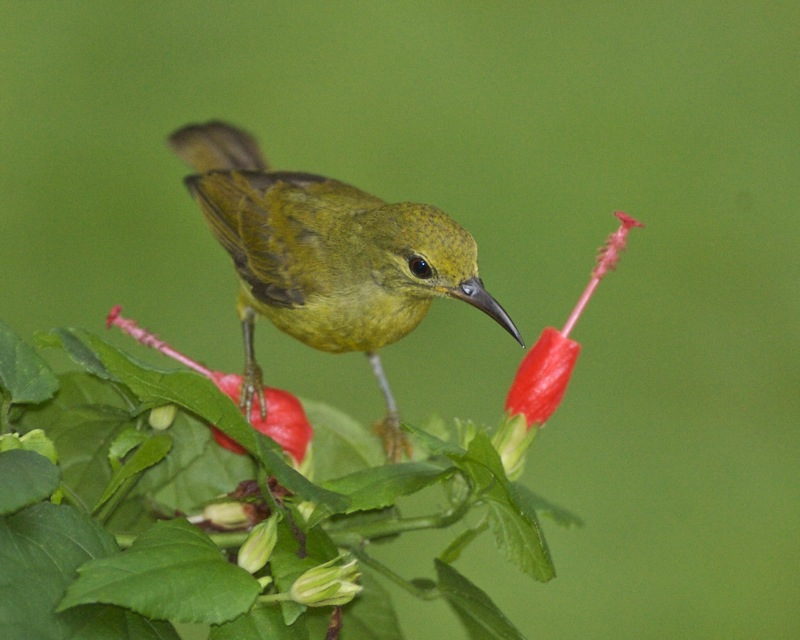
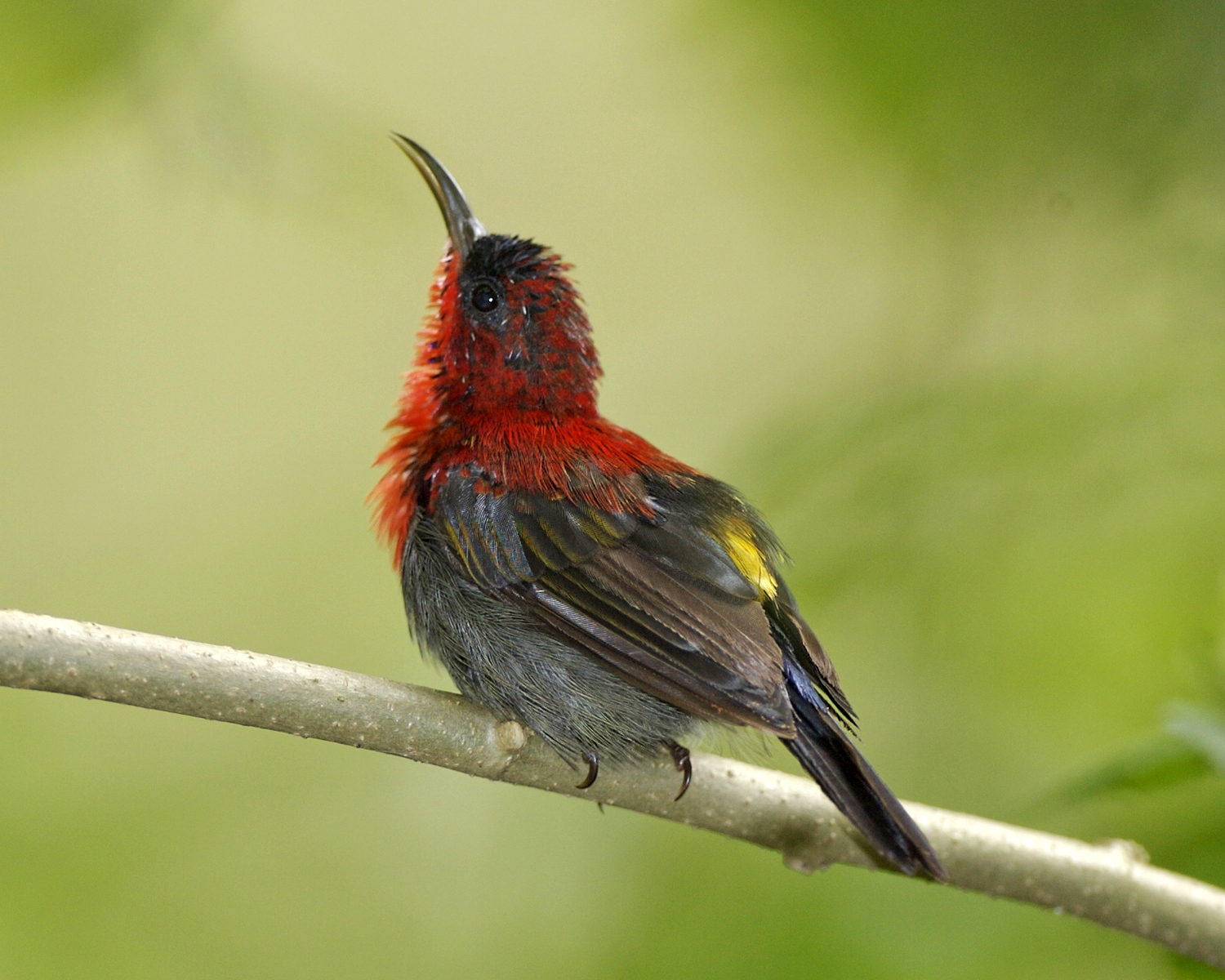
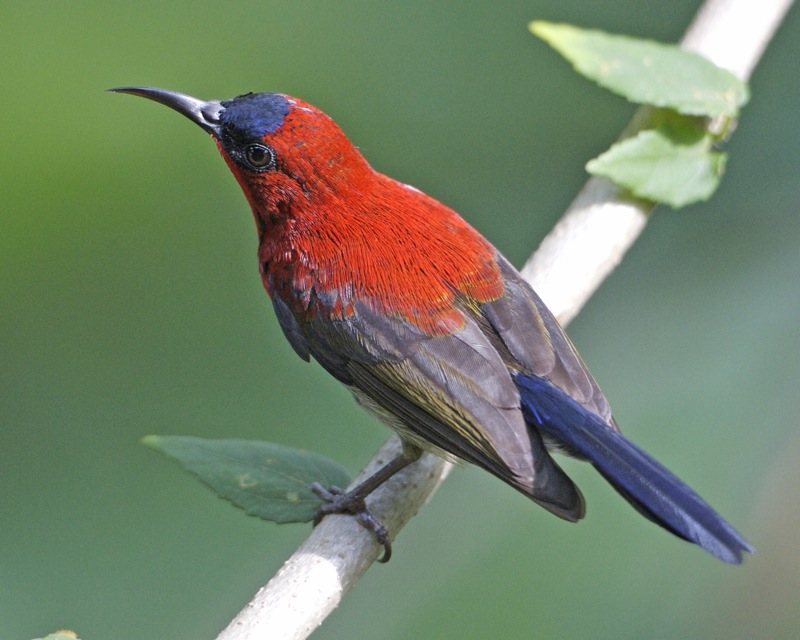